# چارلی استکور
چارلی استکور (انگلیسی: Charlie Estcourt؛ زادهٔ ۲۷ مهٔ ۱۹۹۸) بازیکن فوتبال اهل بریتانیا است.

وی همچنین در تیم‌های ملی فوتبال Wales women's national under-17 football team, Wales women's national under-19 football team، و زنان ولز بازی کرده‌است.